# Francesco Maria Banditi
Francesco Maria Banditi (Rimini, 9 settembre 1706 – Benevento, 26 maggio 1796) è stato un cardinale e arcivescovo cattolico italiano.
Fu soprannominato come il cardinale della porpora rattoppata.

## Biografia
Fu inizialmente preposito generale dei Chierici Regolari Teatini.
Il 30 marzo 1772 fu eletto vescovo di Montefiascone e Corneto. In quest'incarico si impegnò in migliorie dell'ospedale di Montefiascone; alla sua cattedrale donò un paramentale in lama d'oro e l'altar maggiore in marmi policromi intarsiati.
Il 14 maggio 1775 fu promosso all'arcidiocesi di Benevento.
Il 17 luglio dello stesso anno fu creato cardinale in pectore. Fu pubblicato nel concistoro del 13 novembre successivo e il 18 dicembre 1775 ebbe il titolo di San Crisogono.
Fra i lavori durante gli anni in cui prestò servizio a Benevento la cura della Biblioteca Arcivescovile Pacca e l'affidamento della fabbrica dell'Educandato per fanciulle alle Madri Orsoline del Monastero delle Orsoline.
Inoltre, per ricordare papa Benedetto XIII precedentemente vescovo dell'arcidiocesi, nel 1778 decise di far erigere in suo onore la Fontana delle Catene; a lui si deve inoltre la costruzione della Chiesa di Santa Maria della Verità. Morì all'età di 89 anni.

## Genealogia episcopale
La genealogia episcopale è:
- Cardinale Scipione Rebiba
- Cardinale Giulio Antonio Santori
- Cardinale Girolamo Bernerio, O.P.
- Arcivescovo Galeazzo Sanvitale
- Cardinale Ludovico Ludovisi
- Cardinale Luigi Caetani
- Cardinale Ulderico Carpegna
- Cardinale Paluzzo Paluzzi Altieri degli Albertoni
- Cardinale Gaspare Carpegna
- Cardinale Fabrizio Paolucci
- Cardinale Francesco Barberini
- Cardinale Annibale Albani
- Cardinale Federico Marcello Lante Montefeltro della Rovere
- Cardinale Lazzaro Opizio Pallavicini
- Cardinale Francesco Maria Banditi, C.R.